# 中國博弈史
博弈即賭博，是人類最容易上癮的行為之一。賭博的工具可以是動物，有鬥雞、鬥鵪鶉、鬥畫眉、鬥鷦鷯、鬥蟋蟀以及鬥鴨、鬥鵝，還有賽馬、走狗等。也可以是棋牌類，如：六博、樗蒲、塞戲、彈棋、圍棋、馬吊、麻將、押寶、花會、字寶等。
许慎《说文》载：“古者乌曹作博。”乌曹是夏桀的臣子。最早在夏桀時，即發展出六博的遊戲，《说文》稱：“（六博）局戏也，六箸十二棋也。古者乌曹作簙。”
《史記·殷本紀》上說，武帝乙「為偶人，謂之天神，與之博」。

## 春秋戰國
《列子·说符》载，大梁虞姓富戶好博戏，每日开设博局招赌，四方赌徒闻风而来。
《史記·蘇秦列傳》殷本紀载齐国临淄“臨淄之中七萬戶……其民無不吹笙、鼓瑟、擊築、彈琴、鬥雞、走犬、六博、踏鞠者。”。
《穆天子傳》上說穆王「北入於邴，與井公博，三日而決」
《史記·宋微子世家》记载渭公與大夫南宫万在外狩猎时作六博戏，雙方發生衝突，渭公說南宫万曾作过俘虏，南宫万大怒，用六博盘砸死渭公。
《左傳》載季氏鬥雞。

## 漢朝
漢武帝時，翮侯黃遂因賭被判處帶刑具服苦役。另外兩名翮侯張拾、蔡辟方也因賭被削爵，賭風稍有收斂。

## 晉朝
東晉謝安在淝水之戰時，“命駕出山墅親朋畢集，方與玄(謝玄)圍棋賭別墅。安常棋劣于玄，是日玄懼，便為敵手而不勝。安顧謂其甥云：‘以墅乞汝’安遂游涉，至夜乃還。”

## 唐朝
唐朝流行葉子戲，是骨牌戲的一種。唐玄宗跟杨贵妃常玩“葉子戲”。《咸定錄》載“咸通以来， 天下尚之”。至明朝時成為「馬吊」，最終演化為「麻將牌」。

## 宋朝
北宋初年禁賭甚嚴，在京城赌博者一律处斩，《宋史·太宗纪》载：太宗“淳化二年闰二月己丑，诏京城蒲博者，开封府捕之，犯者斩”。
蘇軾在《奏議十四·乞降度牒修定禁軍營房狀》中指出：京城有「櫃坊百余戶」、「招軍民賭博」。宋西湖老人的《西湖老人繁盛錄》載「中作夜場」，以「賭賽輸贏」。
《宋史·賈似道傳》：“似道，少落魄，為游博，不事操行。 ”元兵南下，宋宋岌岌可危，“時襄陽圍已急，似道日坐葛岭，起樓閣亭榭，取宮人娼尼有美色者為妾，日淫樂其中。惟故博徒日至縱博。”

## 遼、金
辽道宗“晚年倦勤，用人不能自择，令各掷骰子，以彩胜者官之。”

## 明朝
明朝盛行馬吊，王崇簡《冬夜箋記》說：「士大夫好之（馬吊），窮日累夜，若痴若狂。」文人士子多熱衷此道，馮夢龍還寫有《馬吊牌經》。吴伟业的《绥冠纪略》认为明朝亡于马吊。

## 清朝
《大清律例》中规定：“反赌博，不分兵民，俱枷号两月”：凡民人“开场诱引赌博，经旬累月，聚集无赖放头、抽头者，初犯杖一百，徒三年：再犯杖一百，流三千里”。
康熙“莅位之初，即用为大禁。”“由是斗狠酗博之羌民，屏息而不敢出，内则五城衙巷市井之贼日稀，外则商旅恬安，宵行夜宿，少遭劫盗，田畴益治，并里宴眠”。
雍正時对赌博一再严禁，“日夜严缉”，史載“道路少响马及老瓜贼而商旅以宁，赌博及造赌具者渐已改业而家室以安”。
清人吴文晖曾写有《赌徒》一诗：“相唤相互日征逐，野狐迷人无此酷，一场纵赌几家贫，后车推鉴前车覆。”
咸丰時，孝钦皇后嗜赌，经常與诸王福晋聚賭。沈梓稱江浙一帶“咸豐年賭風大盛”。《寇難瑣記》亦稱「賭博之風，遍地盛行」。赵菁衫“嗜博成癖”，“一日不博，若荷重负”，赌技颇佳，“常胜不负，人至莫敢与角”。
洪秀全定都天京，颁布《太平刑律》，规定赌博者处以极刑，当街绞死。
汪兆镛形容澳门的赌风：“赌馆林立，皆层楼崇敞，光怪陆离”。
同治、光绪年间，京师“遍九城皆有赌坊”。龔自珍嗜博，尤喜搖攤，“每戰輒北，不三五次，資復全沒”。
蒲松龄曾说：“天下之倾家者，莫速于赌；天下之败德者，亦莫甚于博”。
张集馨《道咸宦海见闻录》记载一位賭徒名马书新，将家资赌尽。其妻之兄送她絮被，马又要以絮被作赌资。其妻不肯，被馬用铡刀砍死。
吳熾昌《續客窗閒話》卷七《鬥鶉》中說：「禽之善鬥者，有雞、有畫眉、有鵪鶉。鬥雞，古法也，而今亡矣。南人好鬥畫眉，北人好鬥鵪鶉，惟山右為甚。富室貴胄，遇有俊物，不惜重價購之。……示日開圈，鶉客麇集，挾資千萬。」
光緒年間有無名氏的《早回頭·勸戒賭博》道：「……見幾個為賭博家產敗盡，見幾個為賭博滅了人倫，見幾個為賭博與人拼命，見幾個為賭博昧了良心，見幾個為賭博提刀弄棍，見幾個為賭博黑夜撬門。世上人聽我勸回頭速醒，自古道久賭餓神仙難贏。」

## 中華民國
魯迅在《偽自由書·觀鬥》裏說：「最普通的是鬥雞，鬥蟋蟀，南方有鬥黃頭鳥，鬥畫眉鳥，北方有鬥鵪鶉，一群閒人們圍著呆看，還因此賭輸贏。」
1930年胡适写《漫游的感想》感叹道：“男人以打麻將為消閑，女人以打麻將為家常，老太婆以打麻將為下半生的大事業 ! ”“我们走遍世界，可曾看到哪一个长进的民族、文明的国家肯这样荒时废业的！”